# Pelodiscus sinensis
La tortuga china de caparazón blando (Pelodiscus sinensis) es una especie de tortuga de la familia Trionychidae. Como en todas las tortugas de caparazón blando, el espaldar y el plastrón están cubiertos por una piel correosa en lugar de placas, aunque el esqueleto de debajo todavía brinda cierta protección. La parte posterior del espaldar termina en un faldón blando y redondeado, y el plastrón está muy atrofiado. El cuello y la cabeza son largos, y el hocico largo y fino le permite respirar mientras está en el fondo de lagos o ríos.

## Descripción

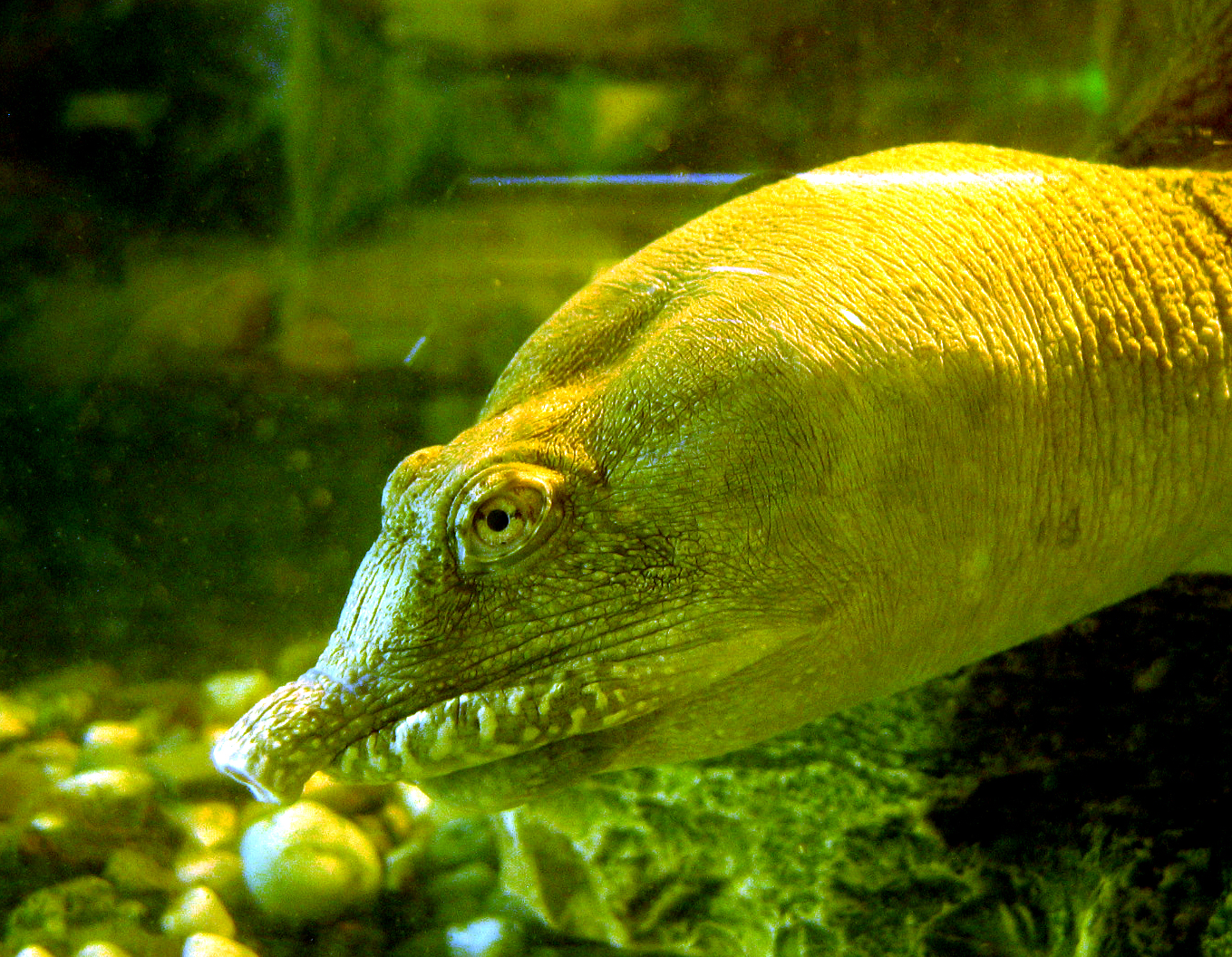
Vista lateral de la cabeza

Suelen alcanzar los 25 cm de caparazón, pero a este se le debe sumar su largo cuello. Posee dos ojos saltones y una nariz similar a la de un cerdo (rasgo característico de las tortugas de caparazón blando) que le sirve para respirar aire mientras nada por la superficie.
Tiene un caparazón plano, flexible de color variable (especialmente marrón claro/verdoso) y patas planas con las que nada impulsándose a modo de timón, que se contraen en el caparazón al igual que su cabeza y su cola.
En tierra es sumamente veloz, a diferencia de las tortugas de tierra.
Aunque es más pequeña que otras tortugas de caparazón blando, es mucho más agresiva y tiende a enterrarse en la arena para acechar a sus presas.
Se alimenta de peces de todo tipo, animales muertos, pájaros, culebras, ranas, insectos, huevos e incluso otras tortugas más pequeñas.
Son de hábitos solitarios y los machos tienden a pelearse por cuestiones territoriales. Son, además, tímidas y asustadizas.

## Distribución
China, Taiwán, Corea, Manchuria, norte de Vietnam y Japón. Y, luego de su introducción a nuevos ambientes, puede encontrarse en Singapur, Tailandia, e islas Batán.

## Reproducción
Durante el apareamiento, el macho muerde el cuello de la hembra para evitar que se escape y poder llevar a cabo la cópula.
Se suelen reproducir en el agua, y el macho es ligeramente más pequeño que la hembra, por lo que es fácil distinguirlos.
Ponen los huevos en junio, en puestas de 17 a 28 huevos. [cita requerida]

## Cautividad
No se deben mover los huevos con brusquedad, y debe evitarse el contagio de hongos, que matan fácilmente a estas tortugas.
Para criarlas, se debe mantener el macho separado de la hembra, juntándolos únicamente para copular. La hembra deberá tener un acuario con una parte de tierra seca con más de 20 cm de profundidad, donde hará la puesta.
Incubados a 26-27 °C y con bastante humedad, las crías eclosionarán en unos 3-4 meses.

## Cocina

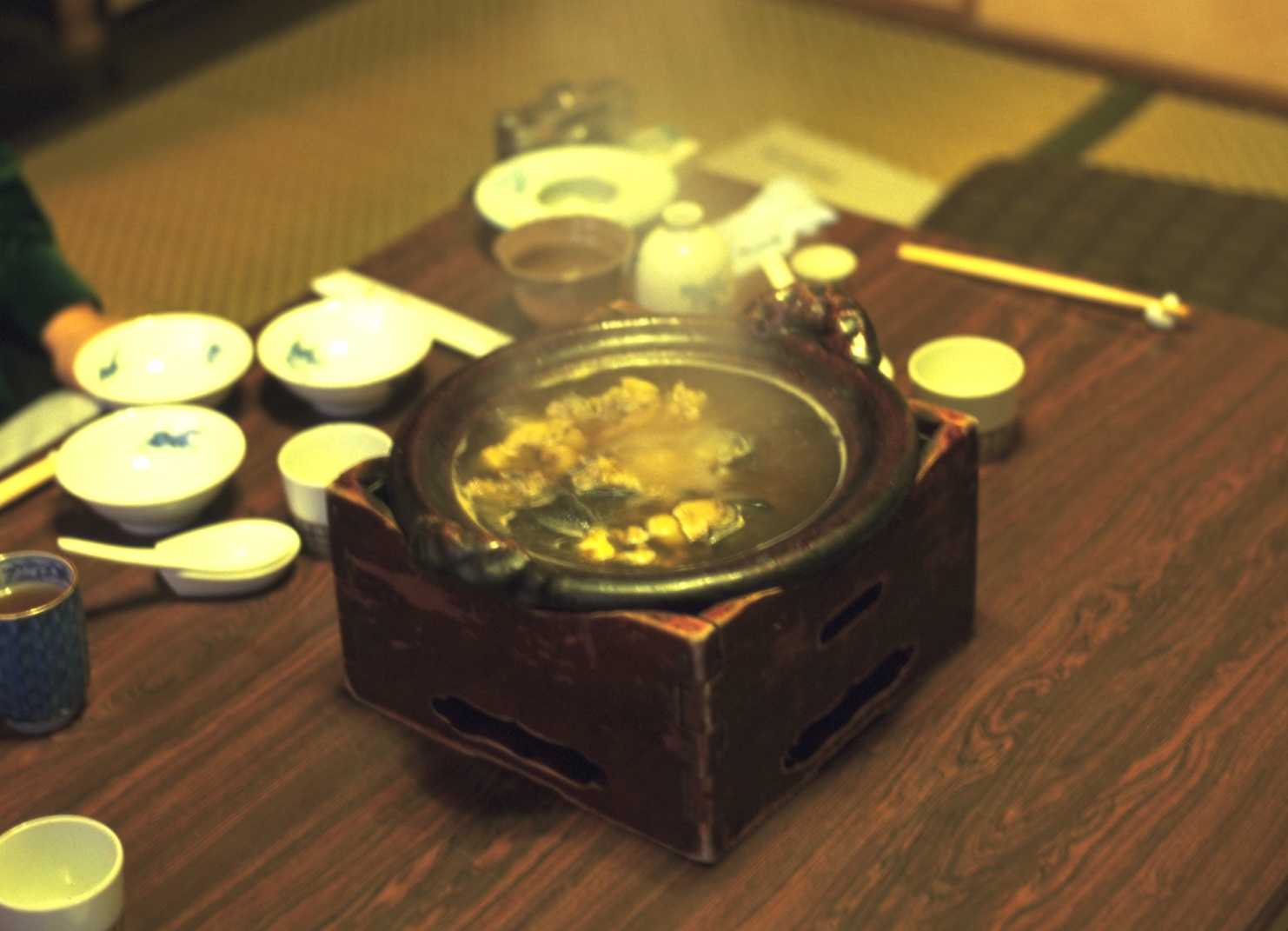
Suppon-Nabe.

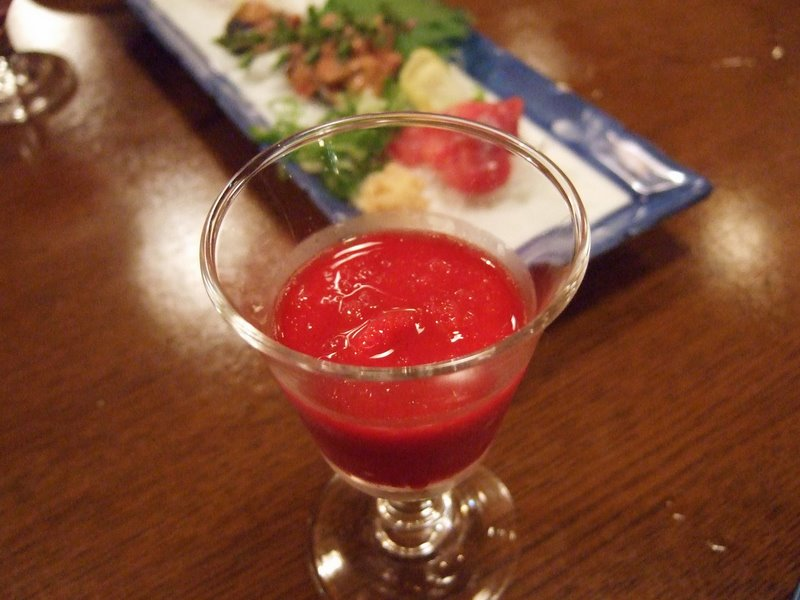
Sangre cruda con sake japonés.

La carne de la tortuga china de caparazón blando se come a menudo en China y otros países asiáticos. Su carne aporta mucha agua, pocas proteínas y grasa y es baja en calorías. Contiene gran cantidad de vitamina A y B1.[cita requerida]